# Senglar Rock
El Senglar Rock fou un dels festivals musicals més importants de Catalunya que es feia a l'estiu. El va idear i organitzar la promotora RGB Management. La primera edició es feu el 1998 a Prades (Baix Camp), l'any 2000 es traslladà a Montblanc, i d'ençà el 2005 es realitzà a Lleida. L'èxit d'assistència a l'esdeveniment anà creixent situant-lo com a primer festival dels mesos d'estiu de Catalunya.
Els concerts acolliren un bon nombre dels cantants i grups més famosos dels Països Catalans com ara Lax'n'Busto, els Pets o Obrint Pas.
El festival generà el 2001 un campus de música que es deia primer Campus Senglar i més endavant s'anomenà Campus Rock, una escola musical itinerant que fundaren Toni Xuclà, Cris Juanico i Jimmy Piñol.
No hi hagué cap nova edició del festival d'ençà el 2008.